# Ган (поезд)
«Ган» (англ. The Ghan) — пассажирский поезд в Австралии; назван так в честь афганцев — погонщиков верблюдов.
Протяжённость железнодорожного пути по старому маршруту «Гана» — из Аделаиды в Алис-Спрингс, составляла 1420 километров (882 миль). Поезд самый длинный в Австралии, его протяженность составляет 1069 метров.
Изначально железная дорога была проложена до Алис-Спрингс, но благодаря тому, что правительство Австралии вложило 988 млн долларов США на реконструкцию железнодорожного полотна и в строительство новой ветки от Алис-Спрингс до северного порта Дарвин (что составило 1420 километров), пассажиры теперь могут ездить от южного побережья страны до северного. Строительство новой железнодорожной ветки было завершено в конце 2003 года и стало одним из крупнейших реализованных инженерных проектов Австралии.
Общая протяжённость железной дороги, с юга на север, от Аделаиды до Дарвина, составила 2979 километров (1851 миль). Время в пути составляет 53 часа 15 минут, включая несколько остановок, на которых туристам предлагается совершить экскурсии. Поезд обычно ходит раз в неделю. «Ган» называют одним из лучших пассажирских поездов мира.

## Галерея
- Локомотив «Гана» с эмблемой верблюда
- Остановка для пополнения запасов воды, зима 1948
- «Ган» неподалёку от Алис-Спрингс, 1957 или 1958
- «Ган» на вокзале в Алис-Спрингс, июль 2005
- «Ган» на конечной станции в Дарвине, 2005
- Поезд пересекает континент и идёт через очень живописные места
- Поезд, направляющийся в Алис-Спрингс
- Вагон-ресторан первого класса, 2009